# ドスコイ!ケンキョにダイタン/ラーメン大好き小泉さんの唄/念には念（念入りVer.）
「ドスコイ!ケンキョにダイタン/ラーメン大好き小泉さんの唄/念には念（念入りVer.）」（ドスコイ!ケンキョにダイタン/ラーメンだいすきこいずみさんのうた/ねんにはねん ねんいりバージョン）は、2015年9月2日にアップフロントワークス（zetimaレーベル）から発売されたこぶしファクトリーのメジャーデビューシングル。

## 概要・解説
ドスコイ!ケンキョにダイタン
- 第57回日本レコード大賞最優秀新人賞受賞楽曲[4][5]。

ラーメン大好き小泉さんの唄
- シャ乱Qのアマチュア時代の曲である「ラーメン大好き小池さんの唄」の歌詞を一部書き換えたもの[6]。
- フジテレビ系ドラマ『ラーメン大好き小泉さん』主題歌[6]。

念には念（念入りVer.）
- 同年3月にリリースしたインディーズDVDシングル「念には念」のニュー・バージョン。
- 同作品のリリースから3年後の2018年12月4日、YouTubeチャンネル『OMAKE CHANNEL』にて同楽曲のアカペラバージョンを公開[7]。この動画について事務所の先輩である鈴木愛理は自身のTwitterで「うちの後輩がすごすぎるんです…動画見つけてから何度見たことか!!」「スキルのハロプロって胸張って言える動画すぎる」と高く評価した[8][9]。また、同動画が好評を得たため、2019年4月24日リリースの7thシングル「Oh No 懊悩/ハルウララ」に全盤共通のAdditional Trackとして収録された。

## リリース
- リリースに先駆け、「ラーメン大好き小泉さんの唄」のドラマ Edit Ver.が同年6月28日よりレコチョク、フジメロで先行配信された[10]。
- 初回生産限定盤A・B・C、通常盤A・B・Cの6形態での発売。初回生産限定盤はCD+DVD、通常盤はCDのみの商品構成。初回生産限定盤のみ、イベント抽選シリアルナンバーカードが封入されている。通常盤の初回仕様のみ、トレカサイズ生写真ソロ9種+集合1種よりランダムで1枚封入（通常盤Aは「ドスコイ！ケンキョにダイタン」Ver.、通常盤Bは「ラーメン大好き小泉さんの唄」Ver.、通常盤Cは「念には念(念入りVer.)」Ver.）。
- 2016年3月2日より48kHz/24bitによるハイレゾ・ダウンロードシングル（ファイル形式はFLAC）として配信された[11]。

## チャート成績
2015年9月14日付のオリコンチャートで初登場3位を記録。

## 収録曲
| #  | タイトル                                      | 作詞       | 作曲       | 編曲        | 時間 |
| -- | --------------------------------------------- | ---------- | ---------- | ----------- | ---- |
| 1. | 「ドスコイ!ケンキョにダイタン」               | 星部ショウ | 星部ショウ | 菊谷知樹    | 3:56 |
| 2. | 「ラーメン大好き小泉さんの唄」                | つんく     | シャ乱Q    | ダンス☆マン | 4:10 |
| 3. | 「念には念（念入りVer.）」                    | アベショー | アベショー | 鈴木俊介    | 3:40 |
| 4. | 「ドスコイ!ケンキョにダイタン」(Instrumental) |            |            |             | 3:56 |
| 5. | 「ラーメン大好き小泉さんの唄」(Instrumental)  |            |            |             | 4:07 |
| 6. | 「念には念（念入りVer.）」(Instrumental)      |            |            |             | 3:40 |

| #  | タイトル                                     | 作詞 | 作曲・編曲 | 時間 |
| -- | -------------------------------------------- | ---- | ---------- | ---- |
| 1. | 「ドスコイ!ケンキョにダイタン」(Music Video) |      |            | 5:03 |

| #  | タイトル                                    | 作詞 | 作曲・編曲 | 時間 |
| -- | ------------------------------------------- | ---- | ---------- | ---- |
| 1. | 「ラーメン大好き小泉さんの唄」(Music Video) |      |            | 5:07 |

| #  | タイトル                                | 作詞 | 作曲・編曲 | 時間 |
| -- | --------------------------------------- | ---- | ---------- | ---- |
| 1. | 「念には念（念入りVer.）」(Music Video) |      |            | 5:01 |

## 参加ミュージシャン
ドスコイ!ケンキョにダイタン
- ギター&ベース&プログラミング：菊谷知樹
- 太鼓：茂戸藤浩司
- コーラス：船生浩美・広瀬彩海
- ドスコイ：UFドスコイ's

ラーメン大好き小泉さんの唄
- ベース&プログラミング：DANCE☆MAN
- ギター：JUMP MAN
- オルガン：WATA-BOO
- コーラス：山尾正人・Taisei・こぶしファクトリー

念には念（念入りVer.）
- ギター&ベース&プログラミング：鈴木俊介
- コーラス：CHINO

## OCHA NORMAのカバー
OCHA NORMAによる「ラーメン大好き小泉さんの唄」は、2022年1月8日にアップフロントワークスからデジタル・ダウンロードシングルとして配信。

### 解説
フジテレビ系テレビドラマ『ラーメン大好き小泉さん 二代目!2022年新春SP』主題歌。
デジタル・ダウンロードシングルは、田代すみれ・筒井澪心を除く8名での歌唱となる。OCHA NORMAのデビューシングル「恋のクラウチングスタート/お祭りデビューだぜ!」の通常盤BにSingle Ver.でCD初収録となり、これは田代・筒井を含む10名での歌唱となっている。

### 収録曲
| #         | タイトル                       | 作詞      | 作曲      | 編曲       | 時間 |
| --------- | ------------------------------ | --------- | --------- | ---------- | ---- |
| 1.        | 「ラーメン大好き小泉さんの唄」 | つんく    | シャ乱Q   | 平田祥一郎 | 4:07 |
| 合計時間: | 合計時間:                      | 合計時間: | 合計時間: | 合計時間:  | 4:07 |

### リリース日一覧
| 地域 | リリース日   | レーベル       | 規格                                    | カタログ番号 |
| ---- | ------------ | -------------- | --------------------------------------- | ------------ |
| 日本 | 2022年1月8日 | UP-FRONT WORKS | ダウンロード (AAC-LC)                   | UFDL-1492    |
| 日本 | 2022年1月8日 | UP-FRONT WORKS | ハイレゾダウンロード (FLAC 96kHz/24bit) | UFDL-1492-HR |